# Joia
Joia var ett svenskt skivbolag grundat 2001 av Jonas Sällberg och Luciano Ingrosso, farbror till Sebastian Ingrosso. Joia fokuserade på housemusik. Bolaget avfördes från handelsregistret 2017.
Nero var en underetikett till skivbolaget Joia, bildad 2003.
Joiaagency var en del av Joia Records/Nero Recordings och grundades 2011 av Jonas Sällberg och Thomas Svanström. Joiaagency gick i konkurs 2019.

## Joia

### Diskografi
2002
- JOIA 001: Outfunk - Freshely Squesed
- JOIA 002: Outfunk - Echo Vibes
- JOIA 003: Sheridan - Wants Vs. Needs
- JOIA 004: Dukes Of Sluca - Tournament EP

2003
- JOIA 005: Outfunk - Echo Vibes (Remixes)
- JOIA 006: Outfunk - Lost In Music
- JOIA 007: Dominic Plaza - Give Me Some More
- JOIA 008: Cirez D - Lockout Session Vol. 1 (Bling Bling EP)
- JOIA 009: Sthlmsoundmachine - The Hoffman Experience
- JOIA 010: Sthlmsoundmachine - Beautiful People

2004
- JOIA 011: Dukes Of Sluca - Don't Stop (Remixes)
- JOIA 012: Sebastian Ingrosso - Hook Da Mode EP
- JOIA 013: Sebastian Ingrosso & John Dahlbäck - Stockholm Disco EP
- JOIA 014: Eric Prydz - In & Out
- JOIA 015: Arcade Mode - Your Love
- JOIA 016: Jan Francisco meets Joseph Armani - Infatuation
- JOIA 017: finns inte

2005
- JOIA 018: Joseph Armani & Jan Francisco - Infatuation (Dubmix)
- JOIA 019: Cirez D - Teaser/Lollipop
- JOIA 020: Steve Lawler - That Sound
- JOIA 021: Steve Lawler - That Sound (Remixes)
- JOIA 022: Steve Lawler - That Sound (Remixes 2)
- JOIA 023: Richard Grey presents Brainstorm - Pissed Off

2006
- JOIA 024: Steve Angello & Sebastian Ingrosso - Click
- JOIA 025: Sheridan - Fatz Theme / Flycker
- JOIA 026: Robert M - Café De Paris
- JOIA 027: Wally Lopez, René Amesz & Peter Gelderblom - Strike Me Down
- JOIA 028: John Dahlbäck - Borderline

2007
- JOIA 029: Giorgio Prezioso vs. Libex - Intelligence
- JOIA 030: Laidback Luke - Hot Hott Hotter / Molotov
- JOIA 031: Joia Records - Miami Sampler 2007
- JOIA 032: Francesco Diaz - Human Animal
- JOIA 033: John Dahlbäck - Everywhere
- JOIA 034: Francesco Diaz & Young Rebels - Don't You Want Me
- JOIA 035: John Dahlbäck - Everywhere (Remixes)
- JOIA 036: Joachim Garraud - Street's Sound / X
- JOIA 037: Roman Salzger - Sincerely Yours
- JOIA 038: D.O.N.S & DBN - The Nighttrain (Feat. Kadoc)
- JOIA 039: Steve Angello & Sebastian Ingrosso - Click

2008
- JOIA 040: D.O.N.S & DBN - The Nighttrain (Feat. Kadoc)
- JOIA 041: Dohr & Mangold - Sunrise 5:30 A.M.
- JOIA 042: Freak Brothers - Soia & Black Or Blonde
- JOIA 043: NoiseFreak - Push It!
- JOIA 044: Sandy Vee - Bleep
- JOIA 045: The Attic - Flash In The Night
- JOIA 046: Albin Myers - Ultra Beat EP
- JOIA 047: Wally Lopez, Rene Amesz & Peter Gelderblom - Strike Me Down Mixes
- JOIA 048: Zoo Brazil - Can You See It / Behind Eyes
- JOIA 049: Joia Records - Summer Sampler 08
- JOIA 050: Jerry Ropero, Java & Caesar's Scissors - Organ Of Love (Want Love)
- JOIA 051: Henrik B - Klyftamon
- JOIA 052: Roman Salzger - Solaris
- JOIA 053: David Tort - Acid
- JOIA 054: Henrik B - Waenern / Wettern

2009
- JOIA 055: DJ Ralph - Born To Rave
- JOIA 056: Tony Gomez - Kosmo & Kosmic
- JOIA 057: Per QX - Intensity
- JOIA 058: CossaBossa - Koss / Boss
- JOIA 059: Özgür Can - Kimiya
- JOIA 060: Zoo Brazil - Tear The Club Up
- JOIA 061: Tim Berg - Alcoholic
- JOIA 062: Johan Wedel - Shu / Hehe
- JOIA 063: Tim Berg - Alcoholic Remixes
- JOIA 064: Gregori Klosman & Tristan Garner Fuckin Down

2010
- JOIA 065: Albin Myers - Jump EP
- JOIA 066: Alesso – Alesso EP
- JOIA 067: Idriss Chebak - You're Groovy Baby
- JOIA 068: Drunk DJ - Plastic Dreams
- JOIA 069: Tristan Garner & Gregori Klosman - Fuckin Down (Mixes)
- JOIA 070: Alesso – Loose It

### Fatz Theme
Fatz Theme kom till som ett internt skämt. Eric Prydz spelade in ett telefonsamtal med Luciano Ingrosso, grundaren av Joia. I samtalet så nynnar Luciano på en idé till en ny låt.

## Nero

### Diskografi
2003
- NERO 001: Deli Pres. Demetreus - Better Love
- NERO 002: Sheridan - High On You
- NERO 003: A&P Project - Sunrise

2004
- NERO 004: Axwell - Feel The Vibe

2005
- NERO 005: DJ Flex & Sandy W - Love For You
- NERO 006: Jerry Ropero & Dennis The Menace Pres. Sabor - Coração (Feat. Jacqueline)
- NERO 007: Axwell - Feel The Vibe Remixes
- NERO 008: Ian Carey & Monchico - Say What You Want (Feat. Miss Bunty)
- NERO 009: Sunfreakz - Riding The Wave

2006
- NERO 010: Made & Sax - I'm Coming Up
- NERO 011: Resense - La Machine À Dancer
- NERO 012: Locktown & Alexandra Prince - Alive
- NERO 013: Jerry Ropero & Michael Simon - Ocean Drums

2007
- NERO 015: Major Boys - Pan America
- NERO 016: Henrik B - Soulheaven
- NERO 017: Jax & F - Sunshine
- NERO 018: John Dahlbäck - Hustle Up/Watch Me
- NERO 019: Big World & Denis The Menace - Fired Up

2008
- NERO 020: Big World & Denis The Menace - Fired Up Remixes
- NERO 021: John Dahlbäck - Hustle Up Remixes
- NERO 022: Zoo Brazil - Kalle EP
- NERO 023: John Dahlbäck & Arno Cost - Golden Walls
- NERO 024: Francesco Diaz & Young Rebels - When I'm Thinking Of You
- NERO 025: Zoo Brazil - Kalle Remixes EP
- NERO 026: Eddy Cabrera Vs. Thomas Gold - Losing My Religion

2009
- NERO 027: Albin Myers - Times Like These
- NERO 028: Veerus & Maxie Devine - Fujiko
- NERO 029: Albin Myers - Times Like These Remixes, Part 1
- NERO 030: Eddy Cabrera Vs. Thomas Gold - Losing My Religion Remixes
- NERO 031: Livin Joy, Viani DJ, Veerus & Maxie Devine - Dreamer 2009
- NERO 032: Dim Chris & Sebastien Drums - Sometimes I Feel (Feat. Polina)
- NERO 033: Albin Myers - Times Like These Remixes, Part 2
- NERO 034: Thomas Gold - In Your Face
- NERO 035: Livin Joy, Viani DJ, Veerus & Maxie Devine - Dreamer 2009 Mixes
- NERO 036: Henrik B - Billingen

2010
- NERO 037: Henrik B - Now and Forever (Feat. Christian Aelvestam)
- NERO 038: Laurent Simeca & Stephan M – Roxanne
- NERO 039: Dimitri Vegas & Like Mike – Deeper Love (Feat. Vangosh)
- NERO 040: David Tort & Norman Doray - Chase the Sun
- NERO 041: Albin Myers - There 4 You (Feat. St. James)